# 도쿠 우마로프
도카(도쿠) 하마토비치 우마로프(러시아어: Докка́ (До́ку) Хама́тович Ума́ров, 체첸어: Ӏумаров Хьамади кӀант Докка 우마로프 하마디 칸트 도카, 1966년 6월 2일 ~ 2014년 3월경)는 이치케리야 체첸 공화국의 제5대 대통령이자 이마라트 캅카스의 초대 지도자였던 인물이다.

## 배경
우마로프는 1964년 체첸-인구시 자치공화국 하르세노이에서 태어났다. 그는 체첸의 수도 그로즈니에 있는 석유학교 건축학부를 졸업하고 한동안 건축 기술자로 일했다.
1차 체첸전쟁이 일어날 무렵인 1994년 12월, 우마로프는 모스크바 인근에서 일하고 있었다. 우마로프는 체첸전쟁이 일어났다는 소식을 듣자 체첸군에 자원했으며, 루슬란 겔라예프(Руслан Гелаев)의 부대에서 일했다. 하지만 1996년 루슬란 겔라예프와의 불화로 우마로프는 아흐메트 자카예프(Ахмед Закаев)가 이끌고 있던 특수부대인 보르즈에 자원했으며, 여러차례 공로를 세웠다.
1996년 하사브유르트 협정이 체결되고 1997년 마스하도프가 대통령에 당선되자, 우마로프는 체첸 안보회의 의장에 선출되었다. 하지만 우마로프는 곧 인질 납치 사업에 관여하고 있다는 소문으로 인해 의장에서 사직했으며, 1999년에는 체첸에 와있던 러시아 외교관인 겐나디 시피군(Геннадий Шпигун) 장군을 납치한 일로 인해 비판을 받았다.

## 테러
우마로프는 2009년 모스크바-상트페테르부르크 간 열차 폭파 (en:2009 Nevsky Express bombing) ((28명 사망), 2010년 모스크바 지하철 폭탄 테러(40명 사망), 2011년 모스크바 도모데도보 공항 폭탄 테러(36명 사망) 등을 주도한 것으로 알려져 있다.
현재 우마로프는 미국과 러시아로부터 테러리스트 혐의로 수배 중이며, 미국 정부는 우마로프에게 5백만 달러의 현상금을 걸었다.
2011년 5월 11일, 우마로프는 국제연합 안전보장이사회의 알카에다 탈레반 제재 위원회로부터 알카에다와 협력한 인물로 지목되었다.
2013년 여름에 자신의 홈페이지에 성명을 내고 2014년 동계 올림픽(은 "조상의 뼈 위에서 사탄의 춤을 추는 것"이라고 묘사하며 "모든 수단을 동원해 소치 올림픽을 방해할 의무가 있다"고 경고했다. 
한편 러시아 체첸 공화국의 대통령 람잔 카디로프는 2014년 1월 17일에 도쿠 우마로프가 러시아 특수부대에 의해 사살되었다고 주장하였으나 현재 증거가 없는 상황이다.
한편 도쿠 우마로프는 예전부터 사살 소식이 많이 나왔으나 그 때마다 자기는 살아있다고 라디오 방송에 알린 인물이다.
2014년 3월 18일, 우마로프의 죽음이 이마라트 캅카스와 관련된 이슬람주의 웹사이트 '캅카스첸트르(Кавказ-центр)'에 공표되었다. 